# ميثوكسي فلوران
ميثوكسي فلوران هو ايتر مهلجن halogenated ether والذي كان يستخدم سريرياً كمخدر استنشاقي طيّار .
ميثوكسي فلوران هو عامل تخديري عالي الانحلال بالدسم وفعال بشدة، يتميز ببدء تأثير بطيء ونهاية تأثير بطيء. غير قابل للاشتعال، يمتلك تأثيرات خفيفة نسبياً على الدورة الدموية، ولا يؤهب لاضطراب نظم القلب. على كل حال فإنه مخمّد هام للتنفس.يمتلك ميثوكسي فلوران خصائص مسكن ألم قوي (مفرّج للألم) بجرعات أخفض بكثير من الجرعات المخدرة بشكل كامل. تم تسهيل استخدامه بجهاز الإعطاء الذاتي لتسكين ألم التوليدي، إلى حد ما بأن ينذر مضخات تسريب مسكن الألم المضبوطة الخاصة بالمريض لليوم.
الميثوكسي فلوران القابل للتدرك ينتج فلورايد لا عضوي وحمض دي كلوروأسيتيك (DCAA) . التأثيرات المشتركة لهذين المركبين ممكن أن تكون مسؤولة عن سمية الـ ميثوكسي فلوران لبعض الأعضاء الرئيسية في جسم الإنسان. لقد تقرر بأن ميثوكسي فلوران سام للكلية في جرعة تعتمد على الاستجابة والسمية الكبدية في جرعات التخدير في عام 1973، وقد تم نبذ الدواء كمخدر عام في أواخر السبعينات من القرن العشرين. في عام 1999، أوقف المصنّع توزيع الـ ميثوكسي فلوران في الولايات المتحدة وكندا، وفي 6 أيلول عام 2005 قررت إدارة الغذاء والدواء الأميركية بأن يتم سحبه من الأسواق للمخاوف المتعلقة بالأمان. على كل حال، فإنه مازال مستخدماً في أستراليا كمسكن ألم إسعافي في التدبير البدئي للألم المسبب بالرضوض الحادة، بالإضافة للإجراءات قصيرة الأمد المؤلمة مثل تغيير الضمادات أو نقل الأشخاص الجرحى.

## الاستخدام الطبي
تم استخدام ميثوكسي فلوران إلى حد كبير حتى سبعينيات القرن العشرين في أستراليا كمسكن ألم إسعافي للاستخدام قصير الأمد، غالباً من قبل قوى الدفاع في أستراليا ونيوزيلاندا، وخدمة الإسعاف الأسترالية. هو دواء إعطاء ذاتي للأطفال والبالغين يستخدم منشقة Penthrox ، وهي جهاز استنشاق يُمسك باليد. غير أفيوني بديل للمورفين ، و استخدامه أيضاً أسهل من أكسيد النتروجين . كما هو الحال في عام 2010، فإن ميثوكسي فلوران تم تصنيفه في جدول فوائد الأدوية للتدبير البدئي للألم المسبب بالرضوض الحادة، بالإضافة إلى الإجراءات قصيرة الأمد المؤلمة مثل تغيير الضمادات أو نقل المرضى. يتوفر فيال زجاجي بني اللون سعة 3 ميلي ليتر وحيد الاستخدام قابل للحمل يستخدم للجهاز الاستنشاقي، يتوفر في حقيبة الطبيب والتي تسمح للمريض الواعي ذو الدورة الدموية المستقرة (يتضمن الأطفال فوق عمر 5 سنوات) بالإعطاء الذاتي للدواء، تحت الإشراف. يُشار إلى الجهاز عادةً بـ "الصفارة الخضراء"، بسبب مظهرها.
كل جرعة 3 ميلي ليتر تدوم تقريباً لمدة 30 دقيقة. يبدأ تفريج الألم بعد 6-8 أنفاس وتستمر لعدة دقائق بعد توقف الاستنشاق. الجرعة القصوى المنصوح بها هي 6 ميلي ليتر/اليوم أو 15 ميلي ليتر/الأسبوع بسبب خطر السمية الكلوية المرتبط بالجرعة التراكمية، ويجب ألا يستخدم بأيام متعاقبة. على الرغم أحتمالية الفشل الكلوي عندما يعطى بالجرعات المخدرة، فإنه لم يتم تسجيل تأثيرات عكسية هامة في النشرة المطبوعة عندما يستخدم بجرعات أخفض (تصل إلى 6 ميلي ليتر) المستخدمة لإستحداث تسكين الألم والتركين. بسبب خطر حدوث سمية للأعضاء (خصوصاً الكلية ). فإن ميثوكسي فلوران هو مضاد استطباب عند المرضى الذين لديهم أمراض كلوية مسبقة أو داء السكري ، ولا يوصى بإعطائه بالمزامنة مع التتراسكلينات أو أية أدوية محرضة للأنزيمات أو ذات احتمالية للتسبب بالسمية الكلوية.

## الحرائك الدوائية
يمتلك ميثوكسي فلوران ذوبانية عالية في الدسم (معامل التقاسم زيت:غاز حوالي 950) ، والذي يعطي حرائك دوائية بطيئة جداً (خصائص بداية ونهاية التأثير) ؛ وهذا يصبح غير مرغوباً به للتطبيقات الروتينية في الأوضاع السريرية.أظهرت الدراسات البدئية المجراة في عام 1961 أنه عند الأشخاص الصحيحين غير الممهدين للتخدير، فإن بدء تأثير المخدر العام بوساطة ميثوكسي فلوران-أكسجين وحده أو مع أكسيد النتروجين كان صعباً أو حتى مستحيلاً باستعمال المبخرة المتوفرة في ذلك الوقت. وُجد أنه من الضروري إعطاء عامل مخدر وريدي مثل صوديوم ثيوبنتال لضمان بدء تأثير سريع ولطيف. وُجد بعد ذلك أنه بعد التحريض بـ صوديوم ثيوبنتال ، كان من الضروري إعطاء أكسيد النتروجين على الأقل لمدة 10 دقائق قبل أن تتمكن كمية كافية من الـ ميثوكسي فلوران من التراكم في مجرى الدم لضمان مستوى كافٍ من التخدير. كان هذا على الرغم من استخدام تدفق عالٍ (ليترات/دقيقة) من أكسيد النتروجين و الـ أكسجين ، ومع وجود مبخرات تقوم بإيصال التركيز الأقصى الممكن من الـ ميثوكسي فلوران.

## الديناميكية الدوائية

### التأثيرات القلبية الوعائية
تأثيرات ميثوكسي فلوران على جهاز الدوران تشبه تأثيرات دي إيثيل إيثر . عند الكلاب، فإن التخدير بوساطة ميثوكسي فلوران ممكن أن يسبب انخفاض ضغط دم متوسط مع تغيرات دنيا في معدل القلب، ولا تأثيرات مهمة على سكر الدم ، الإبينفرين ، أو نورإبينفرين .
يتحرض كل من النزف وتزايد الضغط الشرياني الجزئي لثنائي أكسيد الكربون وبعد ذلك يتناقص ضغط الدم، بالإضافة إلى تزايد غلوكوز الدم، الإبينفرين و النورإبينفرين.
عند البشر، ينتج ميثوكسي فلوران بعض التناقص في ضغط الدم ، ولكن ينخفض كل من النتاج القلبي، حجم النفضة، والمقاومة المحيطية الكلية بشكل أصغري فقط. تأثيراته على الدورة الرئوية جديرة بالإهمال، ولا يجعل القلب ميالاً إلى اضطراب النظم.

### التأثيرات التنفسية
على عكس دي إيثيل إيثر ، فإن ميثوكسي فلوران هو مضعف مهم للتنفس.
عند الكلاب، فإن ميثوكسي فلوران يسبب تناقص معدل تنفس مرتبط بالجرعة وتناقص ملحوظ في حجم التنفس في الدقيقة، مع تناقص خفيف نسبياً بالحجم المدّي tidal volume.
عند البشر، فإن ميثوكسي فلوران يسبب تناقص مرتبط بالجرعة في الحجم المدّي tidal volume والحجم في الدقيقة، مع معدل تنفس ثابت نسبياً. التأثير الصافي لهذه التغيرات هي إضعاف تنفسي عميق، كما تم إثباته بوساطة احتباس CO2 مع مع تناقص مصاحب في pH الشرياني (يعود هذا إلى الحماض التنفسي) عندما يتم السماح لاستنشاق المواد المخدرة عفوياً لأي مدة من الزمن .

### التأثيرات المعدية المعوية
في سلسلة مكونة من 500 مريضة توليد متعاقبة، لوحظ الإقياء عند 12 مريض (4.8%) خلال أو بعد إعطاء مخدر ميثوكسي فلوران . هذه النتائج مقارنة مع النتائج الملاحظة لـ سيكلوبروبان (42%) ، ثري كلورو إيتان (28%) و هالوثان (4.6%). في دراسة أخرى لت 645 مريضة توليد، لوحظ 8 حالات (1.2%) من الإقياء التالي للعمليات، أحدهم حاول التقيؤ قبل قبل إعطاء المخدر.

### التأثيرات المسكنة للألم
على الرغم من كون الذوابانية العالية في الدم للـ ميثوكسي فلوران مرغوب بها غالباً، إلا أن هذه الخاصية تجعله مفيداً في مواقع محددة، يبقى في القسم الدهني من الجسم لفترة طويلة، مؤمناً بذلك تركيناً و تسكيناً للألم جيداً إلى فترة ما بعد العملية الجراحية. هناك بيان جوهري يشير إلى أن ميثوكسي فلوران عامل مسكن للألم فعال ومركن فعال في الجرعة دون الجرعة التخديرية. الإعطاء الذاتي المُراقب للـ ميثوكسي فلوران عند الأطفال والبالغين ممكن أن يقود إلى التركين بفترة وجيزة، وقد تم استخدامه كمسكن ألم مضبوط للإجراءات المؤلمة عند الأطفال في قسم الإسعاف في المستشفيات. أثناء الولادة، فإن إعطاء ميثوكسي فلوران ينتج تسكين ألم أفضل بشكل ملحوظ، هياج نفسي حركي أقل، وفقط نعاس أكثر بشكل قليل مقارنة بـ ثري كلورو إيثان.

## التدرك الحيوي والسمية
التقرير الأول للسمية الكلوية ظهر في 1964، عندما أبلغ Paddock وزملاؤه عن ثلاث حالات من الفشل الكلوي الحاد، وُجد أن اثنان منهم لديهم بلورات الأوكزالات في الأنابيب الكلوية عند تشريح الجثة. في عام 1966، أبلغ Crandell وزملاؤه عن تسلسل بحيث أن 17/95 (18%) من المرضى تطور لديهم سمية كلوية غير معتادة بعد العمليات التي تم استخدام ميثوكسي فلوران لديهم كمخدر عام. هذا النمط المحدد من الفشل الكلوي كان متصفاً بالفشل الكلوي عالي النتاج المقاومة على الفازوبريسين (منتجاً كميات كبيرة من البول ضعيف التركيز) مع توازن سوائل سلبي، فقدان وزن واضح، ارتفاع كل من صوديوم المصل، كلور المصل، التناضحية osmolality و النتروجين يوريا في الدم. بول هؤلاء المرضى كان نسبياً ذو ثقل نوعي ثابت وذو تناضحية مشابهة جداً لتناضحية المصل. علاوةً على ذلك، فإن النتاج البولي العالي يبقى كاختبار تحدٍ لفقدان السوائل. معظم الحالات تٌحل خلال 2-3 أسابيع، ولكن الدليل على الفشل الكلوي يستمر لأكثر من سنة عند 3 من الحالات الـ 17 (18%)، و لأكثر من سنتين في عند حالة واحدة (6%).
بدأت تقارير عن سمية كبدية شديدة وحتى قاتلة بالظهور بعد استخدام ميثوكسي فلوران في عام 1966. هذه التقارير حثّت أطباء التخدير على إخضاع هذا العامل إلى فحص دقيق منظم وكثيف. برهنت دراسة نُشرت في عام 1973 من قبل Cousins و Mazze والتي قامت بمقارنته بالـ هالوثان ، برهنت أن ميثوكسي فلوران ينتج شذوذات ضارة بالصحة مرتبطة بالجرعة في الوظيفة ال¬كلوية. أظهر الكاتبون أن الفشل الكلوي دون السريري حدث بعد إعطاء ميثوكسي فلوران بتراكيز سنخية دنيا minimum alveolar concentration (MAC) لمدة 2.5 إلى 3 ساعات (2.5 إلى 3 MAC ساعة)، بينما وُجدت السمية الصريحة عند جميع المرضى بجرعات أكثر من 5 MAC ساعة. هذه الدراسة المعلمية زودت بنموذج يمكن استخدامه لتقييم الفشل الكلوي للتخدير الطيّار للعقدين القادمين.
يبدأ التدرك الحيوي للـ ميثوكسي فلوران مباشرة بعد بدء التعرض له. السمية الكلوية و الكبدية الملاحظة بعد الجرعات التخديرية منسوبة إلى واحد أو أكثر من المستقلبات المنتجة من قبل نزع الميتيل في الموقع o- للـ ميثوكسي فلوران. تتضمن المنتجات المهمة لهذه العملية التقويضية حمض ميثوكسي فلوروأسيتيك methoxyfluoroacetic acid (MFAA) ،حمض دي كلوروأسيتيك، dichloroacetic acid (DCAA) ، و فلوريد غير عضوي. سمية ميثوكسي فلوران الكلوية معتمدة على الجرعة وغير عكوسة، تنتج من نزع الميثيل في الموقع o- للـ ميثوكسي فلوران إلى الفلورايد و DCAA. هذا التأثير متوقع ووقابل للتكرار بحيث أن ميثوكسي فلوران الآن يُنتفع به كنموذج دوائي للسمية الكلوية المرتبطة بالفلورايد، للمقارنة مع الأدوية الأحدث. ليس من الواضح بشكل كامل إذا ما كان الفلورايد بحد ذاته ساماً، ممكن أن يكون ببساطة مقياساً بديلاً للمستقلبات السامة الأخرى. التكوين المتزامن للفلورايد غير العضوي و DCAA هو متفرد للاستحالة الحيوية للـ ميثوكسي فلوران مقارنةً مع أدوية التخدير الطيارة الأخرى، وهذه المشاركة سامة أكثر من الفلورايد وحده. هذا ممكن أن يفسر لماذا تكوينة الفلورايد الناتجة عن ميثوكسي فلوران مرتبطة بالسمية الكلوية، بينما تكوينة الفلورايد من أدوية التخدير الطيارة الأخرى (مثل اينفلوران وسيفوفلوران ) ليست سامة. علاوةً على ذلك، تم الإبلاغ عن أن الاستعمال المتزامن لللـ تتراسكلينات و ميثوكسي فلوران ينتج سمية كلوية قاتلة.
بناءً على نتائج الدراسات الأخرى في بدايات السبعينيات من القرن العشرين، فإن الإجماع الحالي هو أن استعمال ميثوكسي فلوران يجب أن يكون محظوراً فقط عند الأشخاص الأصحاء، في الحالات التي توفر منافع خاصة وحتى ذلك الحين، فقط بجرعات أقل من 2.5 MAC ساعة. إلى حد ما بسبب هذه التحذيرات، ولكن أيضاً بسبب تطوير أدوية تخدير طيارة أحدث مثل اينفلوران ، ايزوفلوران ، ديسفلوران وسيفوفلوران ،تم هجر الاستعمال السريري للـ ميثوكسي فلوران كمخدر عام عند البشر في أواسط السبعينيات من القرن العشرين.

## المصدر
Methoxyflurane